# 青溪縣 (貴州)
青溪縣是清代思州府所屬的一個縣，明代為湖廣清浪衛。雍正五年閏三月三十日改置為青溪縣隸思州府。其轄地在今貴州省鎮遠縣一帶地方。